# Leptogomphus risi
Leptogomphus risi – gatunek ważki z rodziny gadziogłówkowatych (Gomphidae).